# 郭公坪镇
郭公坪镇，原为郭公坪乡，是中华人民共和国湖南省怀化市麻阳苗族自治县下辖的一个乡镇级行政单位。

## 行政区划
郭公坪镇下辖以下地区：
郭公坪村、小坡村、溪口村、野鸡坪村、岩东寨村、江家溪村、喇叭溪村、干硐村、河礼村、米家坪村、川岩坪村、跨里村、冯家垅村、杜庄村、碰溪垅村、抱木山村、米沙村、岩大门村和双竹坡村。

## 中国传统村落
2013年8月，溪口村湾里被评为第二批中国传统村落。